# 司書とハサミと短い鉛筆
『司書とハサミと短い鉛筆』（ししょとはさみとみじかいえんぴつ）は、ゆうきりんによる日本のライトノベル作品。イラストは、トモセシュンサク。電撃文庫（アスキー・メディアワークス）より、2008年7月10日から刊行されている。最終巻の第七巻は2010年8月10日に刊行された。

## 登場人物

### 主要人物
江本 文人（えもと ふみひと）
平凡な高校生。走馬灯が使える。ある日、ひょんなことからフィフに出会った。その日、「奴」に心臓を本に変えられてしまう。そのため、フィフに協力することにする。両親が本のせいで自分のことを構ってくれなかったと思いこみ、本を深層心理とは別に表面上は嫌うようになり、コンピューターなどを使うことを選ぶようになった。
フィフ・デグリース
禁書監視者。空から舞い降りてきた≪飛び出す絵本≫から、突然一糸纏わぬ姿で文人の前に現れた。物語序盤で奴との戦いにより仕掛けの大半を失った。そのため、見かけも当初とは変わってしまった。文人がフィフ好みのパンツを作れないため、ノーパンである。
雲木 詠（くもき よみ）
文人のクラスメイト。文人に想いを寄せているが、引っ込み思案な性格と文人が恋ざたに疎いせいもあって想いを伝えられないでいる。
グリーズ・ビー
虚ろの図書館の管理司書。自分の顔が醜いと思っておりいつも気味の悪いクマの着ぐるみの頭をかぶっている、謎の少女。裸を見られた時も体より顔を真っ先に隠した。ややどじっ娘。フィフ好みの紙で作ったコーヒー（文人など人間には飲めず、本専用）を淹れる。正体は「奴」(=ノア)の妹。
崎田 チカ（さきた ちか）
ルカとは双子姉妹。
崎田 ルカ（さきた るか）
チカとは双子姉妹。
夏宰 都（かさい みやこ）
文人達の高校の図書館司書。
江本 春夏（えもと しゅんか）
文人の父で7年前に行方不明になっている。虚ろの図書館でフィフのマイスターをやっていた。

### 学校関係者
和井 字美（わい あざみ）
水木（みずき）
森（もり）

## 用語
走馬灯
江本文人の能力。
ペン回しをすることによってその間、意識的に時間の体感速度を伸ばし、短い間であれば１秒を５秒に伸ばしたくらいに感じられるほどに思考の速度を上げることができる。
ほとんど時間が止まったように感じるのは思考作業だけである。物事を何通りに考えるのには非常に有効な手段。
しかし、命の危機を回避するための防御反応を無理やり起こしているため、副作用として脳が熱くなる。
マイスター
フィフなどの《生ける仕掛け絵本》の主のこと、または工匠のこと。
虚ろの図書館
《自然・科学》と《産業・工業》の間に入り口があり、たくさんの《禁書》が保管されている図書館。管理司書はグリーズ･ビー。この図書館の入り口を開く合言葉は『開け、知識の館の門。書物は決してうつろわぬ人の永遠の至宝なり。』

## 既刊一覧
- ゆうきりん（著）・トモセシュンサク（イラスト）『司書とハサミと短い鉛筆』アスキー・メディアワークス〈電撃文庫〉、全7巻
  1. 2008年7月10日初版 ISBN 978-4-04-867129-3
  2. 2008年11月10日初版 ISBN 978-4-04-867344-0
  3. 2009年4月10日初版 ISBN 978-4-04-867762-2
  4. 2009年8月10日初版 ISBN 978-4-04-867936-7
  5. 2009年12月10日初版 ISBN 978-4-04-868195-7
  6. 2010年6月10日初版 ISBN 978-4-04-868597-9
  7. 2010年8月10日初版 ISBN 978-4-04-868764-5